# Leidya infelix
Leidya infelix is een pissebed uit de familie Bopyridae. De wetenschappelijke naam van de soort is voor het eerst geldig gepubliceerd in 2002 door Markham.